# Brugmann Mountains
Die Brugmann Mountains (französisch Monts Brugmann) sind ein bis zu 850 m hohes Gebirge auf Liège Island im Palmer-Archipel vor der Westküste der Antarktischen Halbinsel. Die steilen, schroffen und an ihren Osthängen verschneiten Berge erstrecken sich in nordost-südwestlicher Ausrichtung entlang der Ostseite der Insel.
Entdeckt wurde das Gebirge bei der Belgica-Expedition (1897–1899) unter der Leitung des belgischen Polarforschers Adrien de Gerlache de Gomery. Dieser benannte es nach dem belgischen Bankier Georges Brugmann (1829–1900), einem Sponsor der Expedition. Der Name des Gebirges erschien 1948 und 1948 auf britischen Karten erstmals unter ihrer heute geläufigen englischsprachigen Fassung, nachdem 1909 von den Bruggman Mountains, 1916 von den Brüggmann Mountains, 1930 von den Bruggmann Mountains und 1942 von den Brugman Mountains die Rede war. Das UK Antarctic Place-Names Committee fixierte dies am 8. September 1953, rund ein Jahr nach dem Advisory Committee on Antarctic Names.